# 平貞蔵
平 貞蔵（たいら ていぞう、1894年8月7日 - 1978年5月28日）は、日本の思想家。新人会、昭和研究会に参加。昭和塾を設立。

## 概要
山形県東置賜郡佐沢村（現在の長井市上伊佐沢）に平八蔵の二男として生まれる。米沢中学校、第三高等学校を経て、東京帝国大学法学部政治学科卒業。東京帝大の新人会に所属。
佐々弘雄の紹介で、奉天において後藤隆之助らに会い、これが縁で昭和研究会の支那問題研究会に参加することになり、多くの軍人と接触した。ソ連旅行中の宮本百合子と会っている（「道標」）
1926年〜1928年、1931年から1933年にかけ、法政大学図書館館長に就任。
昭和13年（1938年）5月に大山岩雄とともに中支視察のため上海へ赴き、6月に野田清海軍少将らと現地視察談を昭和研究会で発表。
法政大学経済学部教授、満鉄の参事などを務めた後、佐々弘雄とともに昭和塾を設立して講師を務めた。

## 著書
- 『商業史概論』巌松堂書店, 1933
- 『満蒙移民問題』日本評論社, 1933
- 『事変処理の理念』東洋書館, 1940
- 『共栄圏の北と南 :論文と随筆』三友社, 1941
- 『東南アジアの資源構造』(アジア経済研究シリーズ アジア経済研究所, 1962

共著
- 『新体制とは何か』平貞蔵 [ほか]講述. 亜細亜出版社, 1940

### 翻訳
- ランベール・ケトレー『人間に就いて』山村喬共訳. 岩波文庫 1939-40
- 王室国際問題研究所 編『民族主義 其の生成と発展』監訳. 東洋書館, 1942
- 『民族主義 其の生成と発展』訳編. 東洋書館, 1942